# Chassy (Saona y Loira)
Chassy es una comuna y población de Francia, en la región de Borgoña departamento de Saona y Loira, distrito de Charolles y cantón de Gueugnon.
Su gentilicio francés es Chassyssois.
Forma parte de la Communauté de communes du Pays de Gueugnon.

## Demografía
| 328 | 355 | 352 | 327 | 340 | 342 |
| Para los censos de 1962 a 1999 la población legal corresponde a la población sin duplicidades (Fuente: INSEE [Consultar]) |     |     |     |     |     |